# Seznam katastrálních území v okrese Hradec Králové
V této tabulce je uveden kompletní výčet katastrálních území Okresu Hradec Králové, včetně rozlohy a sídel, které na nich leží.
| Název KÚ                      | Sídla | Obec                    | km2   |
| ----------------------------- | --- | ----------------------- | ----- |
| A                             | A | A                       |       |
| Barchov                       | Barchov | Barchov                 | 5,92  |
| Barchůvek                     | Barchůvek | Měník                   | 1,88  |
| Běleč nad Orlicí              | Běleč nad Orlicí                                                                                             | Běleč nad Orlicí        | 18,82 |
| Benátky                       | Benátky | Benátky                 | 3,63  |
| Blešno                        | Blešno | Blešno                  | 4,11  |
| Boharyně                      | Boharyně, Homyle                                                                                             | Boharyně                | 4,64  |
| Březhrad                      | Březhrad | Hradec Králové          | 2,8   |
| Bříza u Všestar               | Bříza | Všestary                | 2,28  |
| Bukovina u Hradce Králové     | Bukovina | Černilov                | 5,57  |
| Bydžovská Lhotka              | Bydžovská Lhotka                                                                                             | Měník                   | 2,36  |
| Černilov                      | Černilov | Černilov                | 17,21 |
| Černožice nad Labem           | Černožice | Černožice               | 4,23  |
| Červeněves                    | Červeněves                                                                                                   | Smidary                 | 2,37  |
| Číbuz                         | Číbuz | Skalice                 | 1,53  |
| Čistěves                      | Čistěves | Čistěves                | 2,6   |
| Divec                         | Divec | Divec                   | 3,51  |
| Dlouhé Dvory                  | Dlouhé Dvory                                                                                                 | Střezetice              | 1,98  |
| Dobřenice                     | Dobřenice | Dobřenice               | 7,44  |
| Dohalice                      | Dohalice | Dohalice                | 2,87  |
| Dolní Neděliště               | Neděliště | Neděliště               | 2,73  |
| Dolní Přím                    | Dolní Přím, Jehlice, Nový Přím                                                                               | Dolní Přím              | 4,32  |
| Dub u Mžan                    | Dub | Mžany                   | 1,54  |
| Habřina                       | Habřina | Habřina                 | 6,09  |
| Hlušice                       | Hlušice | Hlušice                 | 7,23  |
| Hlušičky                      | Hlušičky | Hlušice                 | 3,89  |
| Hněvčeves                     | Hněvčeves | Hněvčeves               | 2,68  |
| Holohlavy                     | Holohlavy | Holohlavy               | 5,9   |
| Horní Černůtky                | Horní Černůtky                                                                                               | Sovětice                | 2,28  |
| Horní Dohalice                | Horní Dohalice                                                                                               | Dohalice                | 1,58  |
| Horní Neděliště               | Neděliště | Neděliště               | 3,12  |
| Horní Přím                    | Horní Přím                                                                                                   | Dolní Přím              | 2,9   |
| Hořiněves                     | Hořiněves | Hořiněves               | 5,19  |
| Hradec Králové                | Hradec Králové                                                                                               | Hradec Králové          | 3,45  |
| Hrádek u Nechanic             | Hrádek | Hrádek                  | 2,76  |
| Hřibsko                       | Hřibsko | Stěžery                 | 3,73  |
| Hubenice                      | Hubenice | Lhota pod Libčany       | 1,22  |
| Hubíles                       | Hubíles | Smržov                  | 2,82  |
| Humburky                      | Humburky | Humburky                | 2,58  |
| Hvozdnice u Hradce Králové    | Hvozdnice | Hvozdnice               | 2,15  |
| Chlum u Hradce Králové        | Chlum | Všestary                | 2,02  |
| Chlumec nad Cidlinou          | Chlumec nad Cidlinou I, Chlumec nad Cidlinou II, Chlumec nad Cidlinou III, Chlumec nad Cidlinou IV, Kladruby | Chlumec nad Cidlinou    | 17,02 |
| Chmelovice                    | Chmelovice                                                                                                   | Králíky                 | 2,54  |
| Chotělice                     | Chotělice | Smidary                 | 8,59  |
| Chudeřice                     | Chudeřice | Chudeřice               | 2,15  |
| Chudonice                     | Chudonice | Nový Bydžov             | 2,55  |
| Janovice u Vinar              | Janovice | Vinary                  | 2,31  |
| Jeníkovice u Hradce Králové   | Jeníkovice                                                                                                   | Jeníkovice              | 7,4   |
| Jeřičky                       | Jeřičky | Hořiněves               | 1,75  |
| Jílovice u Českého Meziříčí   | Jílovice | Jílovice                | 3,65  |
| Kanice u Petrovic             | Kanice | Petrovice               | 2,18  |
| Káranice                      | Káranice | Káranice                | 3,01  |
| Klamoš                        | Klamoš | Klamoš                  | 6,96  |
| Klášter nad Dědinou           | Klášter nad Dědinou                                                                                          | Ledce                   | 1,91  |
| Klenice                       | Klenice | Stračov                 | 2,8   |
| Kluky                         | Nový Hradec Králové                                                                                          | Hradec Králové          | 1,31  |
| Kobylice                      | Kobylice | Kobylice                | 6,17  |
| Kosice                        | Kosice | Kosice                  | 7,84  |
| Kosičky                       | Kosičky | Kosičky                 | 7,84  |
| Kozojídky u Vinar             | Kozojídky | Vinary                  | 1,73  |
| Králíky u Nového Bydžova      | Králíky, Řehoty                                                                                              | Králíky                 | 4,97  |
| Krásnice                      | Krásnice, Žižkovec                                                                                           | Praskačka               | 1,88  |
| Kratonohy                     | Kratonohy | Kratonohy               | 6,77  |
| Krňovice                      | Krňovice | Třebechovice pod Orebem | 1,68  |
| Křičov                        | Křičov | Smidary                 | 2,42  |
| Kukleny                       | Kukleny | Hradec Králové          | 4,03  |
| Kunčice u Nechanic            | Kunčice | Kunčice                 | 5,92  |
| Ledce                         | Ledce, Újezdec                                                                                               | Ledce                   | 8,34  |
| Lejšovka                      | Lejšovka | Lejšovka                | 3,11  |
| Levín nad Cidlinou            | Levín | Olešnice                | 2,78  |
| Lhota pod Libčany             | Lhota pod Libčany                                                                                            | Lhota pod Libčany       | 7,15  |
| Libčany                       | Libčany | Libčany                 | 3,54  |
| Libníkovice                   | Borovice, Horní Černilov, Libníkovice                                                                        | Libníkovice             | 3,21  |
| Librantice                    | Librantice                                                                                                   | Librantice              | 6,52  |
| Libřice                       | Libřice | Libřice                 | 4,84  |
| Lípa u Hradce Králové         | Lípa | Všestary                | 2,96  |
| Lišice                        | Lišice | Lišice                  | 6,41  |
| Lodín                         | Janatov, Lodín                                                                                               | Lodín                   | 7,71  |
| Lochenice                     | Lochenice | Lochenice               | 6,17  |
| Loučná Hora                   | Loučná Hora                                                                                                  | Smidary                 | 7,99  |
| Lovčice u Nového Bydžova      | Lovčice | Lovčice                 | 10,25 |
| Lubno u Nechanic              | Lubno | Nechanice               | 5,31  |
| Lučice u Chlumce nad Cidlinou | Lučice | Chlumec nad Cidlinou    | 2,48  |
| Luková nad Cidlinou           | Luková | Nepolisy                | 1,76  |
| Lužany nad Trotinou           | Lužany | Lužany                  | 3,36  |
| Lužec nad Cidlinou            | Lužec nad Cidlinou                                                                                           | Lužec nad Cidlinou      | 11,7  |
| Malšova Lhota                 | Malšova Lhota                                                                                                | Hradec Králové          | 1,94  |
| Malšovice u Hradce Králové    | Malšovice | Hradec Králové          | 2,37  |
| Máslojedy                     | Máslojedy | Máslojedy               | 4,61  |
| Měník u Nového Bydžova        | Libeň, Měník                                                                                                 | Měník                   | 5,35  |
| Michnovka                     | Michnovka | Kratonohy               | 4,57  |
| Mlékosrby                     | Mlékosrby | Mlékosrby               | 5,83  |
| Mokrovousy                    | Mokrovousy                                                                                                   | Mokrovousy              | 4,87  |
| Myštěves                      | Myštěves | Myštěves                | 5,72  |
| Mžany                         | Mžany | Mžany                   | 4,33  |
| Nechanice                     | Komárov, Nechanice                                                                                           | Nechanice               | 4,76  |
| Nepasice                      | Nepasice | Třebechovice pod Orebem | 4,43  |
| Nepolisy                      | Nepolisy | Nepolisy                | 9,59  |
| Nerošov                       | Nerošov | Nechanice               | 1,41  |
| Nové Město nad Cidlinou       | Nové Město                                                                                                   | Nové Město              | 7,93  |
| Nový Bydžov                   | Nový Bydžov                                                                                                  | Nový Bydžov             | 13,63 |
| Nový Hradec Králové           | Nový Hradec Králové                                                                                          | Hradec Králové          | 24,74 |
| Obědovice                     | Obědovice | Obědovice               | 3,88  |
| Ohnišťany                     | Ohnišťany | Ohnišťany               | 8,82  |
| Olešnice nad Cidlinou         | Olešnice | Olešnice                | 3,61  |
| Osice                         | Osice | Osice                   | 4,32  |
| Osičky                        | Osičky | Osičky                  | 3,32  |
| Pamětník                      | Pamětník | Chlumec nad Cidlinou    | 1,94  |
| Petrovice u Nového Bydžova    | Petrovice | Petrovice               | 7,77  |
| Piletice                      | Piletice | Hradec Králové          | 3,03  |
| Písek u Chlumce nad Cidlinou  | Písek | Písek                   | 4,35  |
| Plácky                        | Plácky | Hradec Králové          | 1,68  |
| Plačice                       | Plačice | Hradec Králové          | 7,31  |
| Plotiště nad Labem            | Plotiště nad Labem                                                                                           | Hradec Králové          | 6,44  |
| Podoliby                      | Podoliby | Králíky                 | 2,17  |
| Polánky nad Dědinou           | Polánky nad Dědinou                                                                                          | Třebechovice pod Orebem | 3,98  |
| Polizy                        | Polizy | Osice                   | 1,61  |
| Popovice u Nechanic           | Popovice | Třesovice               | 2     |
| Pouchov                       | Pouchov | Hradec Králové          | 2,48  |
| Prasek                        | Prasek | Prasek                  | 6,26  |
| Praskačka                     | Praskačka | Praskačka               | 5,4   |
| Pražské Předměstí             | Pražské Předměstí                                                                                            | Hradec Králové          | 4,94  |
| Probluz                       | Probluz | Dolní Přím              | 3,61  |
| Předměřice nad Labem          | Předměřice nad Labem                                                                                         | Předměřice nad Labem    | 5,49  |
| Převýšov                      | Převýšov | Převýšov                | 4,39  |
| Pšánky                        | Pšánky | Pšánky                  | 2,27  |
| Puchlovice                    | Puchlovice                                                                                                   | Puchlovice              | 2,53  |
| Račice nad Trotinou           | Račice nad Trotinou                                                                                          | Račice nad Trotinou     | 6,9   |
| Radíkovice                    | Radíkovice                                                                                                   | Radíkovice              | 3,84  |
| Radostov                      | Radostov | Radostov                | 3,88  |
| Rodov                         | Rodov, Trotina                                                                                               | Smiřice                 | 4,48  |
| Rosnice u Všestar             | Rosnice | Všestary                | 4,2   |
| Roudnice                      | Roudnice | Roudnice                | 11,08 |
| Roudnička                     | Roudnička | Hradec Králové          | 2,12  |
| Rozběřice                     | Rozběřice | Všestary                | 2,09  |
| Rusek                         | Rusek | Hradec Králové          | 4,78  |
| Sadová u Sovětic              | Sadová | Sadová                  | 2,06  |
| Sedlice u Hradce Králové      | Sedlice | Praskačka               | 3,24  |
| Sendražice u Smiřic           | Sendražice                                                                                                   | Sendražice              | 5     |
| Skalice u Smiřic              | Skalice | Skalice                 | 4,32  |
| Skalička nad Labem            | Skalička | Skalice                 | 2,44  |
| Skochovice                    | Skochovice, Žantov                                                                                           | Nový Bydžov             | 9,07  |
| Skřeněř                       | Nová Skřeněř, Stará Skřeněř                                                                                  | Nový Bydžov             | 5,54  |
| Skřivany                      | Skřivany | Skřivany                | 6,51  |
| Slatina u Hradce Králové      | Slatina | Hradec Králové          | 4,11  |
| Slezské Předměstí             | Slezské Předměstí                                                                                            | Hradec Králové          | 7,56  |
| Sloupno nad Cidlinou          | Sloupno | Sloupno                 | 4,51  |
| Smidarská Lhota               | Smidarská Lhota                                                                                              | Vinary                  | 2,84  |
| Smidary                       | Smidary | Smidary                 | 6,61  |
| Smiřice                       | Smiřice | Smiřice                 | 6,18  |
| Smržov u Smiřic               | Smržov | Smržov                  | 2,31  |
| Sobětuš                       | Sobětuš | Nechanice               | 2,22  |
| Sovětice                      | Sovětice | Sovětice                | 2,53  |
| Stará Voda                    | Stará Voda                                                                                                   | Stará Voda              | 3,42  |
| Staré Nechanice               | Staré Nechanice                                                                                              | Nechanice               | 8,29  |
| Starý Bydžov                  | Starý Bydžov                                                                                                 | Starý Bydžov            | 7,86  |
| Stěžery                       | Stěžery | Stěžery                 | 5,73  |
| Stěžírky                      | Charbuzice, Stěžírky                                                                                         | Stěžery                 | 3,36  |
| Stračov                       | Stračov | Stračov                 | 5,3   |
| Stračovská Lhota              | Stračovská Lhota                                                                                             | Mžany                   | 2,01  |
| Střezetice                    | Střezetice                                                                                                   | Střezetice              | 2,84  |
| Suchá u Nechanic              | Suchá | Nechanice               | 4,53  |
| Světí                         | Světí | Světí                   | 3,2   |
| Svinary                       | Svinary | Hradec Králové          | 3,42  |
| Svobodné Dvory                | Svobodné Dvory                                                                                               | Hradec Králové          | 6,94  |
| Syrovátka                     | Syrovátka | Syrovátka               | 1,83  |
| Šaplava                       | Šaplava | Šaplava                 | 2,01  |
| Štěnkov                       | Štěnkov | Třebechovice pod Orebem | 2,87  |
| Štít                          | Štít | Klamoš                  | 6,88  |
| Těchlovice u Hradce Králové   | Těchlovice                                                                                                   | Těchlovice              | 3,3   |
| Trávník u Osic                | Trávník | Osice                   | 1,54  |
| Trnava                        | Trnava | Boharyně                | 4,55  |
| Třebechovice pod Orebem       | Třebechovice pod Orebem                                                                                      | Třebechovice pod Orebem | 8,06  |
| Třebeš                        | Moravské Předměstí, Třebeš                                                                                   | Hradec Králové          | 4,63  |
| Třesovice                     | Třesovice | Třesovice               | 2,74  |
| Tůně u Nechanic               | Tůně | Nechanice               | 1,5   |
| Újezd u Hradce Králové        | Újezd | Černilov                | 2,9   |
| Urbanice u Praskačky          | Urbanice | Urbanice                | 2,25  |
| Věkoše                        | Věkoše | Hradec Králové          | 5,54  |
| Velké Babice                  | Babice | Babice                  | 2,55  |
| Vinary u Smidar               | Vinary | Vinary                  | 3,9   |
| Vlčkovice u Praskačky         | Vlčkovice | Praskačka               | 2,36  |
| Vrchovnice                    | Vrchovnice                                                                                                   | Vrchovnice              | 1,52  |
| Všestary                      | Všestary | Všestary                | 2,64  |
| Výrava                        | Dolní Černilov, Výrava                                                                                       | Výrava                  | 8,45  |
| Vysočany u Nového Bydžova     | Vysočany | Nový Bydžov             | 1,6   |
| Vysoká nad Labem              | Vysoká nad Labem                                                                                             | Vysoká nad Labem        | 15,32 |
| Vysoký Újezd nad Dědinou      | Vysoký Újezd                                                                                                 | Vysoký Újezd            | 2,12  |
| Zábědov                       | Zábědov | Nový Bydžov             | 2,85  |
| Zadražany                     | Zadražany | Nepolisy                | 2,18  |
| Zachrašťany                   | Zachrašťany                                                                                                  | Zachrašťany             | 4,4   |
| Zdechovice u Nového Bydžova   | Zdechovice                                                                                                   | Zdechovice              | 5,42  |
| Zvíkov nad Bystřicí           | Budín, Zvíkov                                                                                                | Boharyně                | 2,46  |
| Želí                          | Želí | Libčany                 | 1,52  |
| Želkovice                     | Želkovice | Hořiněves               | 2,33  |
| Žíželeves                     | Žíželeves | Hořiněves               | 3,4   |

Celková výměra 891,52 km2